# Medialuna ancietae
Medialuna ancietae är en fiskart som beskrevs av Chirichigno F., 1987. Medialuna ancietae ingår i släktet Medialuna och familjen Kyphosidae. Inga underarter finns listade i Catalogue of Life.